# Simone Ruffini
Simone Ruffini (Tolentino, 7 de diciembre de 1989) es un deportista italiano que compitió en natación, en la modalidad de aguas abiertas.
Ganó una medalla de oro en el Campeonato Mundial de Natación de 2015 y tres medallas en el Campeonato Europeo de Natación entre los años 2010 y 2016.
Participó en los Juegos Olímpicos de Río de Janeiro 2016, ocupando el sexto lugar en la prueba de 10 km.

## Palmarés internacional
| Campeonato Mundial | Campeonato Mundial   | Campeonato Mundial | Campeonato Mundial |
| Año                | Lugar                | Medalla            | Prueba             |
| ------------------ | -------------------- | ------------------ | ------------------ |
| 2015               | Kazán (Rusia)        | Medalla de oro     | 25 km              |
| Campeonato Europeo |                      |                    |                    |
| Año                | Lugar                | Medalla            | Prueba             |
| 2010               | Budapest (Hungría)   | Medalla de plata   | Equipo mixto       |
| 2010               | Budapest (Hungría)   | Medalla de bronce  | 5 km               |
| 2016               | Hoorn (Países Bajos) | Medalla de oro     | Equipo mixto       |